# Antrohyphantes sophianus
Antrohyphantes sophianus är en spindelart som först beskrevs av Pencho Drensky 1931.  Antrohyphantes sophianus ingår i släktet Antrohyphantes och familjen täckvävarspindlar.
Artens utbredningsområde är Bulgarien. Inga underarter finns listade i Catalogue of Life.